# 부산광역시도 제34호선
부산광역시도 제34호선은 대저대교를 중심으로 강서구 식만동 식만 분기점과 부산진구 양정동 하마정 교차로를 잇는 부산광역시의 도로이다.
대저대교 착공 문제로 인해 전 구간 개설되지 않았으며, 계획 상으로만 남아있는 도로이다. 2017년 12월 27일에 부산진구 양정동 하마정 교차로까지 연장 지정되었다.

## 연혁
- 2001년 7월 26일 : 부산광역시도 제34호선 강서로(가칭)로 식만IC ~ 사상로 9.8 km 구간 노선 지정[1]
- 2007년 6월 13일 : 노선 구간을 식만IC ~ 사상로 8.9km로 변경[2]
- 2012년 11월 28일 : 노선명을 부산광역시도 제34호선 대저대교로 변경 및 노선 구간을 식만IC ~ 사상IC 7.7km로 변경[3]
- 2017년 12월 27일 : 노선명을 부산광역시도 제34호선 제2백양로(가칭)로 변경 및 노선 구간을 식만JC ~ 하마정 교차로 16.3km로 변경[4]

## 주요 경유지
부산광역시
- 강서구 - 대저대교 - 사상구 - 부산진구

## 같이 보기
- 대저대교